# Statue-menhir de Jouvayrac
La statue-menhir de Jouvayrac est une statue-menhir appartenant au groupe rouergat découverte à Martrin, dans le département de l'Aveyron en France.

## Description
Elle a été découverte en 2000 par Louis Bonnefous près de son domicile lors de travaux de terrassement. Elle a été sculptée et gravée dans une dalle de grès permien transportée sur 1 à 2 km depuis son site d'extraction. Elle mesure 0,91 m de hauteur pour une largeur maximale de 0,45 m et une épaisseur de 0,15 m.
C'est une statue-menhir très curieuse : elle comporte deux personnages féminins figurés tête-bêche. Vraisemblablement une première statue-menhir a été réutilisée pour en sculpter une seconde sans pour autant totalement effacer les sculptures de la première. Cette seconde statue est elle-même très originale car c'est un des trois exemples connus de statues-menhirs (toutes féminines) sur laquelle le visage comporte une bouche en plus des yeux, du nez et  des tatouages. Le reste de la partie haute comporte des seins peu distincts, des bras courts avec de grandes mains appuyées sur la ceinture. La partie basse est décorée des jambes disjointes de la seconde statue et d'une partie des anciennes décorations de la première statue (collier et seins). Au verso, deux crochets-omoplates et les chevelures respectives des deux statues, sculptées en opposition, sont encore visibles.
Après avoir été un temps conservée à la Tour Hospitalière de la Commanderie, puis dans un restaurant dans le bourg de Martrin, la statue a rejoint en mars 2019 la salle des statues-menhirs de l'Aveyron au Musée Fenaille de Rodez . Une copie en grès a été dressée au bord de la RD 234, à proximité du lieu de sa découverte.